# Circonscription de Gewane
La circonscription de Gewane est une des 8 circonscriptions législatives de l'État fédéré de l'Afar, elle se situe dans la Zone 3. Sa représentante actuelle est Fatuma Abdela.